# Transformation (Politikwissenschaft)

Länder, die sich im Wesentlichen und signifikant demokratisieren (blau) oder autokratisieren (rot) (2010–2020). Grau hinterlegte Länder sind im Wesentlichen unverändert.

Transformation (von spätlateinisch transformatio, lateinisch transformare ‚umformen‘, ‚verwandeln‘) ist in der vergleichenden Politikwissenschaft der Vorgang der grundlegenden Veränderung eines politischen Systems und gegebenenfalls auch der gesellschaftlichen und wirtschaftlichen Ordnung.

## Anwendung
Die Transformationsforschung in der Politikwissenschaft beschäftigt sich mit den Veränderungsprozessen in Staaten und Gesellschaften, sowohl in Richtung der Demokratisierung wie in Richtung der Ent-Demokratisierung bzw. Ent-Politisierung.
Im Übergang von Diktaturen zu Demokratien (Demokratisierung) werden besonders die Länder der “third wave of democratization”, also jene Länder, die nach 1974 den Systemwechsel hin zur Demokratie vollzogen haben, betrachtet:
- die rechten Diktaturen Südeuropas (Portugal, Spanien, Griechenland);
- die kapitalistischen Autokratien Ost- und Südostasiens (Philippinen, Taiwan, Südkorea, Indonesien);
- die kommunistischen Staaten Ostmittel-, Südost- und Osteuropas (Ungarn, Polen, Russland), bezeichnet als postkommunistische Systemtransformation (oder -transition);
- die militärdiktatorischen Regime in Mittel- und Südamerika.

Zu unterscheiden sind in der Transformation folgende Unterkategorien:
- Regierungswechsel
- Regimewechsel
- Systemwandel
- Systemwechsel
- Transition

Die Transformation eines politischen Systems gliedert sich in folgende Phasen:
- Entdifferenzierung des alten Systems / Regimes
- Ende des alten Systems / Regimes
- Institutionalisierung des neuen Systems
- Redifferenzierung und Konsolidierung des neuen Systems

## Theorien zur Transformation
Nach Talcott Parsons Systemtheorie entwickeln sich traditionale Gesellschaften zu modernen Gesellschaften, indem sie ihre sozialen Teilsysteme ausdifferenzieren: Ökonomie, politisches System, Gemeinschaft und Kultur. Dabei werden evolutionäre Universalien ausgebildet, wie Bürokratie, Marktorganisation, Rechtssystem, demokratisches Assoziationsrecht, freie Wahlen. Das Fehlen eines dieser evolutionären Universalien führt dazu, dass die Legitimität eines Systems untergraben wird. Wenn die fehlende Legitimitätszufuhr aus der Gesellschaft zusammenfällt mit einer Behinderung der Ausdifferenzierung der Gesellschaft (zum Beispiel durch kommunistischen Ordnungsanspruch), führt dies zu einem Zusammenbruch des autokratischen Systems.
Nach Seymour Martin Lipsets Modernisierungstheorie ist die Entstehung der Demokratie an das Entstehen einer wohlhabenden Mittelschicht gebunden. Lipset konnte den Zusammenhang von Bruttoinlandsprodukt und Demokratisierungsgrad empirisch beweisen. Dabei entwarf er folgende Kausalkette: Wirtschaftliche Entwicklung → steigendes Bildungsniveau → Entwicklung rationaler und toleranter Einstellungen und Verhalten bei Bürgern → Demokratisierung der Mittelschicht → Entstehung von zivilen Vereinigungen, die an der Politik partizipieren wollen und müssen. Im Umkehrschluss führt nach Lipset eine positive wirtschaftliche Entwicklung zur Transition des autokratischen Regimes.
Nach Tatu Vanhanens Machtdispersionstheorie hängt die Transformation eines autokratischen Systems von der Umverteilung von Ressourcen ab. Je breiter die Streuung von Machtressourcen in einer Gesellschaft ist, desto höher ist ihr Demokratisierungsgrad, denn keine Gruppe wäre in der Lage, Konkurrenten zu verdrängen und Hegemonie aufrechtzuerhalten. Demokratie entsteht hierbei als rationaler Kompromiss zwischen Eliten und Gruppen mit sozialem Basiskompromiss. Vanhannen misst die Ressourcenverteilung einer Gesellschaft mit dem Index of Power Ressources, der sich aus wirtschaftlichen, kognitiven und beruflichen Ressourcen zusammensetzt. Die Machtdispersionstheorie stellt eine Erweiterung der Modernisierungstheorie dar.
Mit der Akteurstheorie wird an der Mikroebene des Systems angesetzt und die Handlungen, Kognition und Strategien entscheidender Akteure betrachtet. Dabei spielen Massenbeteiligung ebenso wie politische Institutionen oder internationale Einflüsse eine nachgeordnete Rolle, sie bilden den Handlungskorridor für die Akteure.
Die deskriptiv-empirische Akteurstheorie analysiert Akteurskonstellationen, die sich in Konditionalsätze fassen lassen: Transition tritt ein, wenn:
- wenn Hardliner und Softliner des alten Regimes gespalten werden
- wenn die eingeleitete Transformation von der Öffentlichkeit wahrgenommen wird und sich eine Opposition herausbildet
- wenn sich Opposition und Softliner zu einer Koalition zugunsten des neuen Systems zusammenfinden
- wenn die autoritäre Elite des alten Regimes und die Softliner-Opposition politische Pakte zur Institutionalisierung eingehen.

Die Theorie der rationalen Entscheidung besagt, dass Transformation das Resultat rational handelnder Akteure ist. Diese unterliegen jedoch Fehlwahrnehmungen ihrer eigenen Machterhaltung bzw. Machtzugangschancen. Die Theorie der rationalen Entscheidung bezweifelt den Transformationserfolg, wenn die entscheidenden Akteure des alten Regimes nicht der Fehlwahrnehmung unterliegen, dass die Transformation ein von oben kontrollierbares Projekt sei und jederzeit angehalten werden könne, wenn die Interessen der Akteure bedroht würden. Der Vorteil der Theorie der rationalen Entscheidung besteht in der Vorhersagbarkeit des Transformationserfolges auch bei wechselnden Akteurskonstellationen.

## Ursachen von Transformation
Legitimitätskrise wegen wirtschaftlicher Ineffizienz
Die Legitimation totalitärer Systeme ist häufig unmittelbar an die wirtschaftliche Lage gekoppelt. Bei anhaltender Ineffizienz des ökonomischen Systems kann das Regime in eine Legitimitätskrise gelangen, welche Ursache einer Transformation sein kann. Beispiel: fehlgeschlagene wirtschaftliche Modernisierung Perestroika, DDR.
Legitimitätskrise wegen wirtschaftlicher Effizienz
Nach der Modernisierungstheorie verändert wirtschaftliches Wachstum die Sozialstruktur einer Gesellschaft: Der Rückgang des Agrarsektors und die Zunahme des Dienstleistungssektors resultiert im Einflussverlust der Großgrundbesitzer und im Einflussgewinn des wohlhabenden Bildungsbürgertums. Letzteres drängt auf Partizipationsrechte am politischen Entscheidungsfindungs- und Willensbildungsprozess und ist wesentlicher Faktor der Einleitung einer Transformation.
Legitimitätskrise aufgrund von Schlüsselereignissen
Schlüsselereignisse wie der Tod eines Diktators oder politische Skandale können in Legitimitätsverlust enden. Korruption und Menschenrechtsverletzungen können ebenfalls zum Anwachsen von Protestbewegungen führen, die das Regime unter Transformationsdruck bringen. Beispiele sind der Tod Stalins, oder der Kassetten-Skandal in der Ukraine, der das Ende der Ära Leonid Kutschmas einleitete.
Kriegsniederlage
Die militärische Niederlage oder Kapitulation eines Landes ist häufige Ursache für dessen Transformation. Es wird unterschieden, ob die Transformation von der Besatzungsmacht eingeleitet wird (Beispiel Deutschland 1945, Japan 1945) oder ob die Niederlage einer Besatzungsmacht die Transformation des besetzten Landes bewirkt (Beispiel Niederlande oder Norwegen nach dem Zusammenbruch der deutschen Besatzung während des Zweiten Weltkrieges).
Wegfall externer Unterstützung
Sind politische Regime von der Unterstützung eines externen Akteurs abhängig, so führt der Wegfall von Hilfeleistungen zur Transformation. So hatte die Abschaffung der Breschnew-Doktrin durch Gorbatschow wesentlichen Einfluss auf die Abspaltung und Transition der baltischen Staaten.
Dominoeffekt
Der zeitgleiche Zusammenbruch des sozialistischen Osteuropas in regionalen Wellen führte zur Entstehung der Domino-Theorie. Beispiel ist aber auch die rasche Transformation zu kommunistischen Systemen während der Nachkriegszeit. (Demokratische Volksrepublik Korea, Vietnam u. a.)
sozial-ökologische Transformation
Proteste, wissenschaftliche Diskussionen, Manifeste, Presseinterviews und Demonstrationen gegen die „finanzmarktgetriebenen Politik, die 2008 zur Finanzkrise führte“, zeigen seit ca. 2008: „Es gibt eine solidarische Strömung, die für echte Demokratie und eine sozial-ökologische Transformation der Gesellschaft eintritt.“ Nach Klaus Dörre ist dabei zu beachten, dass beide Anliegen untrennbar miteinander verbunden sind: „Kämpfe um Beschäftigung und Lohngerechtigkeit lassen sich ohne Verortung auch auf der Achse des ökologischen Gesellschaftskonflikts nicht mehr erfolgreich führen. Umgekehrt gilt aber, dass ökologische ohne soziale Nachhaltigkeit nicht zu haben ist.“

## Verlaufsformen der Transformation
gradual-evolutionär
Transformation kann als evolutionärer Prozess verlaufen. Dies ist insbesondere in der ersten Demokratisierungswelle der Fall gewesen, in welcher sich beispielsweise Wahlrecht und andere Partizipationsrechte der Bürger gradual und nicht revolutionär herausbildeten.
von unten erzwungene Transformation
Wenn der Protest breiter Massen der Bevölkerung von dem herrschenden Regime nicht beendigt werden kann, kommt es in der Regel zur völligen, oftmals zur gewaltsamen Entmachtung der alten Elite.
von alten Eliten gelenkte Transformation
Wenn die alten Eliten die Transformation initiieren, können sie oftmals ihre politische Macht in das neue System hinüberretten. Beispiel: Weimarer Republik 1918, Perestroika, Südafrika 1990
ausgehandelter Systemwechsel
Entsteht zwischen Regimeeliten und Regimeopposition eine Pattsituation, kann eine neue politische Herrschaftsform ausgehandelt werden. Voraussetzung ist das rationale Handeln jedes beteiligten Akteurs. Beispiel: Polen 1988.
Regime-Kollaps
Einen Regime-Kollaps rufen zumeist externe Ursachen wie militärische Niederlagen hervor. Werden dabei keine neuen Eliten ausgebildet, die das alte System transformieren oder stabilisieren könnten, kommt es zum völligen Zusammenbruch. Beispiele: DDR 1989, Sowjetunion 1991
Neugründung von Staaten
Zerfallen Bundesstaaten oder Imperien nach einem Kollaps des Regimes in einzelne Staatengebilde, so können Staatenneugründungen erfolgen. Beispiele sind die Neugründungen nach der Auflösung der Sowjetunion: Belarus, Ukraine und die zentralasiatischen Staaten.

## Strategien zur Transformation

### Neoklassischer Ansatz
Der neoklassische Ansatz greift auf die Transformationstheorien der Bretton-Woods-Institutionen zurück, die Ende der 1980er Jahre entstanden und auf den Erfahrungen der Transformation südamerikanischer Regime basieren. Die Bretton Woods Institutionen (United States Treasury, IWF, Weltbank) manifestierten diese Erfahrungen als common wisdom im Washington Consensus, welcher folgende globale Punkte als Transformationsstrategie darlegt:
- makroökonomische Stabilisierung
- Privatisierung
- Stabilisierung

Die detaillierte Strategie des Washington Consensus umfasst folgende 10 Punkte:
- Finanzielle Disziplin
- Ausgabenbegrenzung im politischen Sektor, Ausgabenerweiterung in rentablen Wirtschaftssektoren
- Erweiterung der Steuerbasis
- Finanzliberalisierung
- Sicherung der Wechselkursrate
- Auflösung von Handelsrestriktionen
- Ausländisches Direktinvestment (FDI)
- Privatisierung von Staatsunternehmen
- Deregulierung, insbesondere Aufhebung von Beschränkungen für Firmengründungen und Wettbewerb
- Institutionalisierung von Eigentumsrechten

Zur Umsetzung des Washington Consensus existieren zwei Strategien: Schocktherapie und Gradualismus. Die Schocktherapie führt eine simultane Umgestaltung aller Teilordnungen des Gesellschaftssystems und Wirtschaftssystems in der Frühphase der Transformation durch. Vertreter der Schocktherapie sagen, dass kommunistische, autoritäre und bürokratische Strukturen des alten Systems nur schlagartig und simultan aufgebrochen werden können, da ansonsten eine Restauration des alten Systems wieder eintrete. Der Gradualismus tritt für eine allmähliche und langfristige Umgestaltung der wirtschaftlichen und gesellschaftlichen Sphäre ein. Er argumentiert, dass Teile der wirtschaftlichen Umgestaltung einander bedingen. Beispielsweise führe die Privatisierung eines Monopols ohne entwickelten marktwirtschaftlichen Wettbewerb nur zur Ersetzung des staatlichen Monopols durch ein privates. Sundhausen: „Der Schock wirkt, die Therapie nicht.“
Die Umsetzung des Washington Consensus stellt eine Kondition (Bedingung) für die Vergabe von Krediten durch den IWF dar. Der Washington Consensus wurde größtenteils während der Transformation in den ehemaligen Sowjetrepubliken umgesetzt. Der Erfolg des Washington Consensus als Transformationsstrategie ist umstritten.

#### Kritik am neoklassischen Ansatz
Die Kritik am neoklassischen Ansatz und insbesondere am Washington Consensus bemängelt hauptsächlich die Konzentration auf den wirtschaftlichen Aspekt an der Transformation, anstatt Lösungsansätze für die politische und gesellschaftliche Umgestaltung darzulegen:
- Der Washington Consensus ist auf die Reform marktwirtschaftlicher Länder zugeschnitten und kann deshalb keine Transformationsstrategie für kommunistische Regime sein.
- Der Washington Consensus gründet auf Erfahrungen in Lateinamerika der 1980er Jahre und kann deshalb nicht auf andere Kulturkreise angewandt werden.
- Der neoklassische Ansatz ignoriert den Aufbau wirtschaftlicher und politischer Institutionen.
- Liberalisierung und Privatisierung können die für ihre Regulierung nötigen Institutionen nicht selbst hervorbringen.
- Die Umsetzung in den osteuropäischen postkommunistischen Staaten nach 1991 führte mit der Deregulierung des staatlichen Ordnungseinflusses zu einem Übermaß an Wettbewerb und verursachte damit Wohlstandsdisparitäten und Verarmung der Bevölkerung.